# Södra Vålsjön
Södra Vålsjön är en sjö i Malung-Sälens kommun i Dalarna och ingår i Dalälvens huvudavrinningsområde. Sjön är 6 meter djup, har en yta på 0,347 kvadratkilometer och befinner sig 284,1 meter över havet.

## Delavrinningsområde
Södra Vålsjön ingår i det delavrinningsområde (671476-139470) som SMHI kallar för Mynnar i Västerdalälvens vattendragsyta. Medelhöjden är 300 meter över havet och ytan är 16,71 kvadratkilometer. Det finns inga avrinningsområden uppströms utan avrinningsområdet är högsta punkten. Vattendraget som avvattnar avrinningsområdet har biflödesordning 3, vilket innebär att vattnet flödar genom totalt 3 vattendrag innan det når havet efter 353 kilometer. Avrinningsområdet består mestadels av skog (55 procent) och sankmarker (30 procent). Avrinningsområdet har 0,65 kvadratkilometer vattenytor vilket ger det en sjöprocent på 3,9 procent.